# Fundo Nacional para Locais de Interesse Histórico ou Beleza Natural (Reino Unido)
O Fundo Nacional para Locais de Interesse Histórico ou Beleza Natural, conhecido como "National Trust", é uma organização de conservação do patrimônio na Inglaterra, País de Gales e Irlanda do Norte, e é a maior, em número de membros, organização no Reino Unido. A entidade filantrópica se descreve como "uma associação de caridade que trabalha para preservar e proteger lugares e espaços históricos - para sempre, para todos".
Na Escócia, existe um National Trust para a Escócia separado e independente.
O National Trust foi fundado em 1895 por Octavia Hill, Sir Robert Hunter e Hardwicke Rawnsley para "promover a preservação permanente para o benefício da nação de terras e cortiços (incluindo edifícios) de beleza ou interesse histórico". Recebeu poderes estatutários, começando com o National Trust Act 1907. Historicamente, o Trust adquiriu terras por doação e às vezes por assinatura pública e apelação, mas após a Segunda Guerra Mundial a perda de casas de campo resultou na aquisição de muitas dessas propriedades por doação dos antigos proprietários, ou através do Fundo Nacional de Terras. Casas de campo e propriedades ainda constituem uma parte significativa de suas propriedades, mas também é conhecida por sua proteção de paisagens selvagens, como no Lake District e Peak District. Bem como as grandes propriedades de famílias nobres, adquiriu casas menores, incluindo algumas cujo significado não é arquitetônico, mas através de sua associação com pessoas famosas, por exemplo, as casas de infância de Paul McCartney e John Lennon.

Um dos maiores proprietários de terras no Reino Unido, o Trust possui mais de 248 000 hectares (610 000 acres; 2 480 km2; 960 sq mi) de terra e 780 milhas de costa. Suas propriedades incluem mais de 500 casas históricas, castelos, monumentos arqueológicos e industriais, jardins, parques e reservas naturais. A maioria das propriedades está aberta ao público por um custo (os membros têm entrada gratuita), enquanto os espaços abertos são gratuitos para todos. O Trust tem uma receita anual de mais de £ 630 milhões, principalmente de assinaturas de membros, doações e legados, investimentos, taxas de entrada em propriedades e lucros de suas lojas e restaurantes. Ele também recebe doações de uma variedade de organizações, incluindo outras instituições de caridade, departamentos governamentais, autoridades locais e o National Lottery Heritage Fund.